# Ромита (муниципалитет)
Ромита (исп. Romita) — муниципалитет в Мексике, штат Гуанахуато, с административным центром в одноимённом городе. Численность населения, по данным переписи 2010 года, составила 56 655 человек.

## Общие сведения
Площадь муниципалитета равна 441 км², что составляет 1,44 % от общей площади штата, а наивысшая точка расположена в поселении Лас-Лахас и равна 2064 метрам.
Силао граничит с другими муниципалитетами штата Гуанахуато: на севере с Леоном, на северо-востоке с Силао, на юго-востоке с Ирапуато, на юге с Абасоло и Куэрамаро, на западе с Мануэль-Добладо и Сан-Франсиско-дель-Ринконом.

## Учреждение и состав
Муниципалитет был образован в 1855 году, в его состав входит 228 населённых пунктов, самые крупные из которых:
| Код INEGI | Населённый пункт                                                                            | Численность населения (2005 год) | Численность населения (2010 год) |
| --------- | ------------------------------------------------------------------------------------------- | -------------------------------- | -------------------------------- |
| 026       | Всего                                                                                       | 50580                            | 56655                            |
| 0001      | Ромита (исп. Romita) 20°52′13″ с. ш. 101°31′00″ з. д.                                       | 19157                            | 21176                            |
| 0032      | Меските-Гордо (исп. Mezquite Gordo) 20°49′03″ с. ш. 101°29′28″ з. д.                        | 1535                             | 1723                             |
| 0023      | Эль-Хагуэй (исп. El Jagüey) 20°54′53″ с. ш. 101°37′59″ з. д.                                | 1330                             | 1613                             |
| 0018      | Гавия-де-Рионда (исп. Gavia de Rionda) 20°49′57″ с. ш. 101°37′00″ з. д.                     | 1384                             | 1590                             |
| 0074      | Санта-Роса-де-Ривас (исп. Santa Rosa de Rivas) 20°46′56″ с. ш. 101°32′10″ з. д.             | 1268                             | 1362                             |
| 0077      | Ла-Сардина (исп. La Sardina) 20°52′53″ с. ш. 101°39′43″ з. д.                               | 1265                             | 1303                             |
| 0025      | Лас-Льебрас (исп. Las Liebras) 20°50′06″ с. ш. 101°28′10″ з. д.                             | 1066                             | 1184                             |
| 0145      | Рафаэль-Корралес-Аяла (исп. Colonia Rafael Corrales Ayala) 20°54′07″ с. ш. 101°30′58″ з. д. | 963                              | 1020                             |
| 0015      | Эль-Эскопло (исп. El Escoplo) 20°54′36″ с. ш. 101°30′35″ з. д.                              | 872                              | 1011                             |

## Экономика
По статистическим данным 2000 года, работоспособное население занято по секторам экономики в следующих пропорциях: сельское хозяйство, скотоводство и рыбная ловля — 42,8 %, промышленность и строительство — 24,2 %, сфера обслуживания и туризма — 30,6 %, прочее — 2,4 %.

## Инфраструктура
По статистическим данным 2010 года, инфраструктура развита следующим образом:
- электрификация: 98,3 %;
- водоснабжение: 97,6 %;
- водоотведение: 86,1 %.

## Фотографии

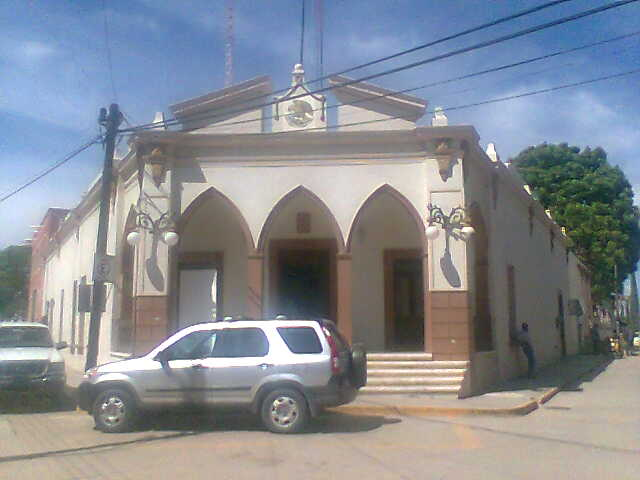
Здание администрации
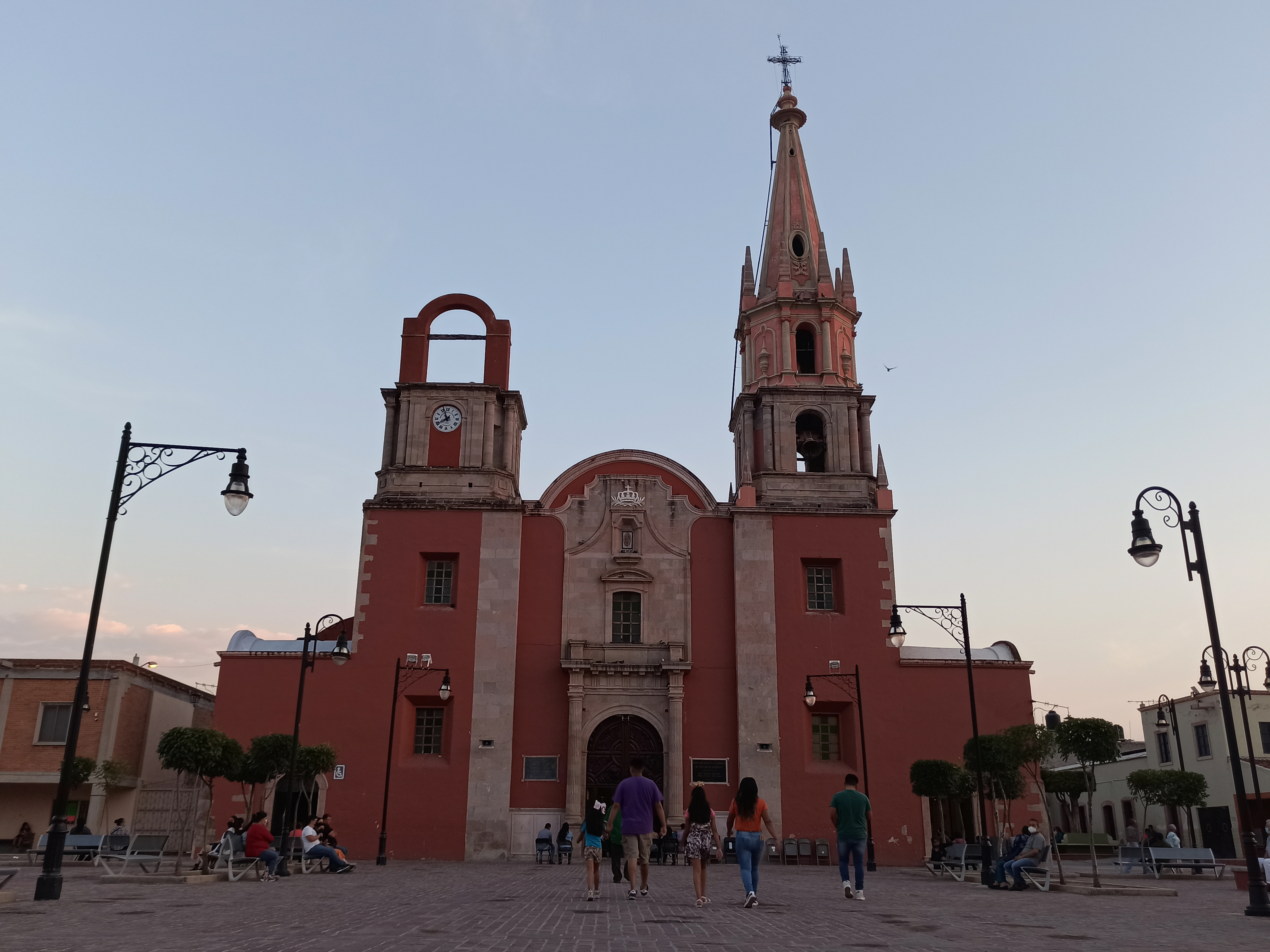
Церковь в Ромите
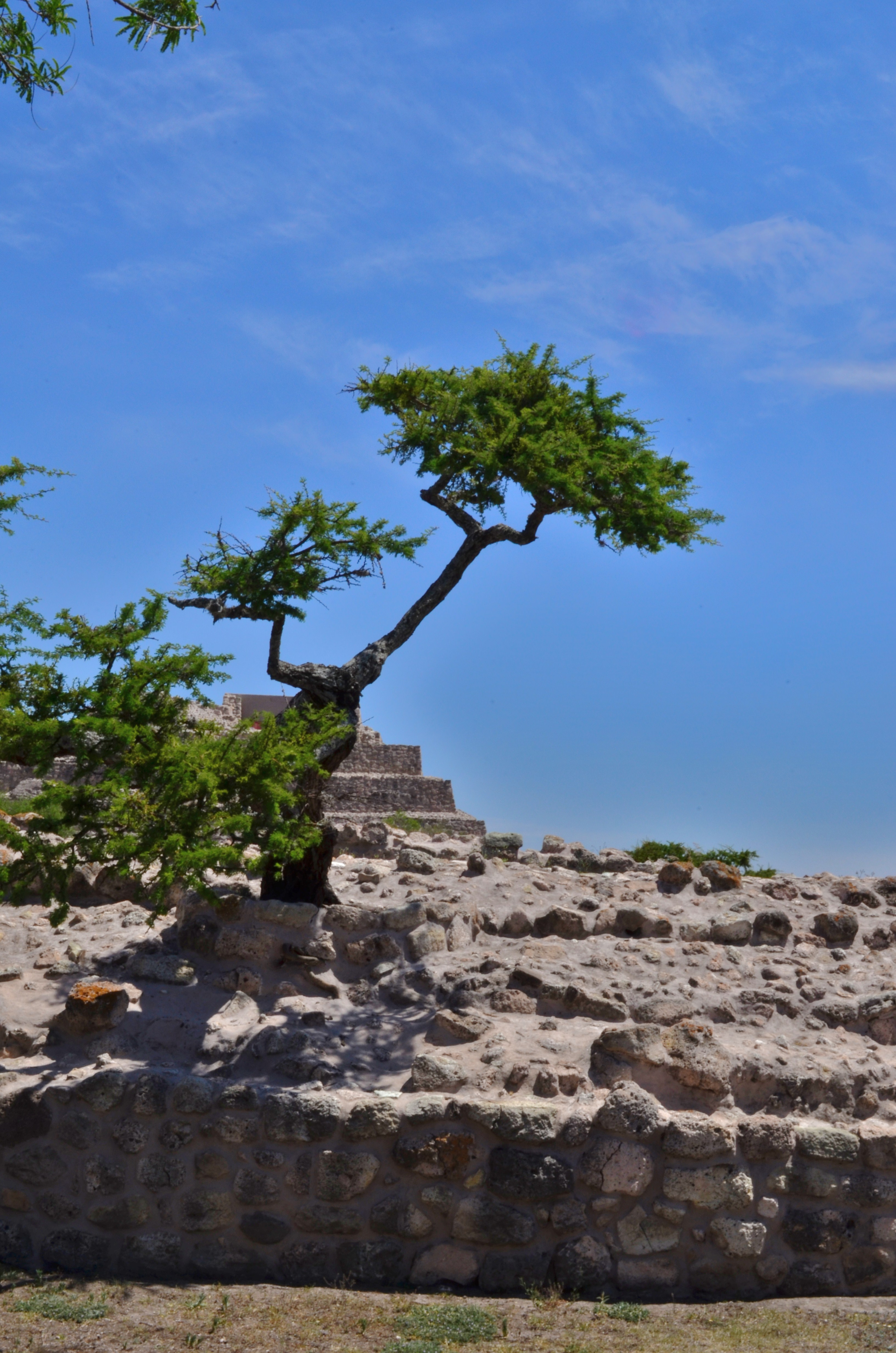
Вид на руины